# Exor
Die Exor N.V. ist eine börsennotierte Investmentgesellschaft mit Rechtssitz in Amsterdam, die von der italienischen Unternehmerfamilie Agnelli vermittels ihrer Familienholding Agnelli BV kontrolliert wird. Zu den wichtigsten Beteiligungen gehören CNH Industrial, Ferrari und Stellantis.

## Geschichte

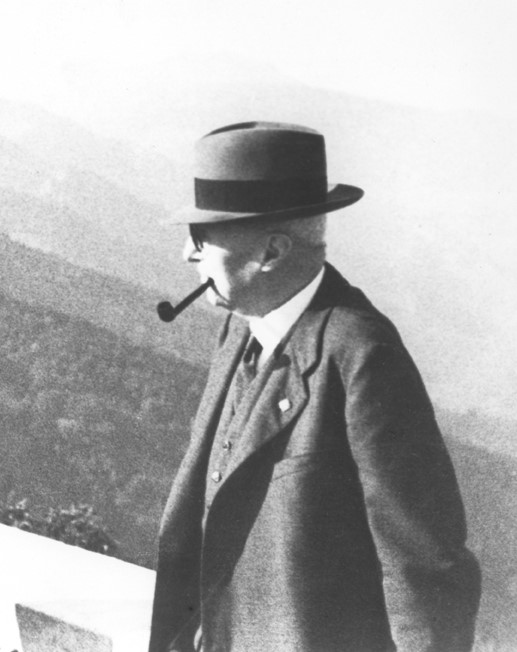
Giovanni Agnelli, 1940

Das Unternehmen wurde am 27. Juli 1927 unter dem Namen Istituto Finanziario Industriale kurz IFI von Giovanni Agnelli mit dem Ziel gegründet, alle von ihm erworbenen Beteiligungen, welche hauptsächlich im Industriesektor lagen, in ein einziges Unternehmen einzugliedern.
1957 übernahm IFI die Kontrolle über die vorrangig im Textil- und Wollgeschäft tätige Handelsgesellschaft Istituto Commerciale Laniero Italiano. 1963 weitete das Institut seine Geschäftstätigkeit in den Bankensektor aus und benannte sich in Istituto Bancario Italiano Laniero um. Drei Jahre später, das Bankgeschäft war mittlerweile an die Banca Subalpina ausgelagert worden, spielte das mittlerweile zum Istituto Finanziario Italiano Laniero (IFIL) umfirmierte Unternehmen die gleiche Rolle wie IFI und engagierte sich auf ähnliche Weise im Investitionsmanagement.
IFI erwarb im Laufe der Jahrzehnte Beteiligungen an den verschiedensten Firmen, unter anderem Unicem und 3M, hat sich mittlerweile von vielen aber wieder getrennt. IFI notierte 1968 Vorzugsaktien an der Borsa Italiana. Im Rahmen einer Umstrukturierung der Beteiligungen der Agnelli-Familie im Jahr 2008 fusionierten IFI und IFIL zu Exor.
Die Familienholding Giovanni Agnelli B.V. hält über 52 % des Aktienkapitals und über 85 % der Stimmrechte. 

## Bedeutende Zukäufe & Verkäufe
PartnerRe
2015 übernahm Exor zu einem Preis von 140 US-Dollar pro Aktie (insgesamt 6,9 Mrd. US-Dollar) das Unternehmen PartnerRe. Das ursprüngliche Angebot lag bei 130 US-Dollar pro Aktie, woraufhin Axis Re 120,31 US-Dollar pro Aktie plus 11,50 US-Dollar in Form einer Pre-Closing-Dividende bot.
The Economist
Am 12. August 2015 kündigte der Herausgeber den Kauf von drei Fünfteln der Aktien der derzeit von Pearson PLC gehaltenen Economist-Group-Aktien durch Exor an. Exor hielt bereits vor diesem Kauf Anteile an der Economist Group. Pearson PLC, zu der auch die Financial Times gehört, verfügte seit 1928 über eine nichtkontrollierende Beteiligung von 50 Prozent an der The Economist Group. Die Economist Group hat angekündigt, die restlichen zwei Fünftel der Pearson-Anteile zurückzukaufen.
Cushman & Wakefield
Am 2. September 2015 verkaufte Exor das Immobilien-Beratungsunternehmen Cushman & Wakefield für netto 1,28 Milliarden US-Dollar an die in Chicago ansässige DTZ. Aus diesem Verkauf erzielte die Holding der Familie Agnelli einen Kapitalgewinn von 722 Millionen US-Dollar.
Iveco
Im Juli 2025 wurde der Verkauf der verbleibenden Exor-Beteiligung von 27 % an der Iveco Group an den indischen Tata-Konzern bekanntgegeben; am gleichen Tag wurde in einer separaten Transaktion der Militärbereich, Iveco Defence Vehicles (IDV), an den italienischen Rüstungskonzern Leonardo verkauft.

## Beteiligungen
Stand: November 2024
| Gesellschaft           | Kapitalanteile | Stimmrechte |
| ---------------------- | -------------- | ----------- |
| Casavo                 | 12,10 %        | 12,10 %     |
| Christian Louboutin    | 24,00 %        | 24,00 %     |
| Clarivate Analytics    | 9,30 %         | 9,30 %      |
| CNH Industrial         | 26,90 %        | 45,10 %     |
| Ferrari                | 22,90 %        | 36,60 %     |
| GEDI Gruppo Editoriale | 100,00 %       | 100,00 %    |
| Institut Mérieux       | 10,00 %        | 5,40 %      |
| Iveco Group            | 27,10 %        | 42,60 %     |
| Juventus Turin         | 63,80 %        | 77,90 %     |
| Lifenet                | 44,70 %        | 44,70 %     |
| NUO                    | 50,00 %        | 50,00 %     |
| Philips                | 17,50 %        | 17,60 %     |
| Shang Xia              | 82,30 %        | 82,30 %     |
| Stellantis             | 14,90 %        | 23,70 %     |
| TagEnergy              | 14,20 %        | 14,20 %     |
| The Economist Group    | 34,70 %        | 20,00 %     |
| Via Transportation     | 18,20 %        | 18,20 %     |
| Welltec                | 47,60 %        | 47,60 %     |

## Anteilseigner
Stand: Dezember 2023
| Gesellschaft                            | Kapitalanteile |
| --------------------------------------- | -------------- |
| Giovanni Agnelli B.V. (Agnelli-Familie) | 52,55 %        |
| Eigene Aktien (Exor N.V.)               | 7,70 %         |
| Baillie Gifford                         | 4,65 %         |
| Harris Associates LP                    | 3,86 %         |
| The Vanguard Group                      | 3,39 %         |
| Streubesitz                             | 27,85 %        |